# OTs-38 Stechkin
El OTs-38 Stechkin es un revólver ruso de doble acción y cinco tiros, que dispara el cartucho silencioso 7,62 x 42 SP-4. Está en producción y servicio con el Ejército ruso desde 2002 y las Tropas Internas rusas desde 2012.

## Descripción
Este revólver es un arma silenciosa. Su alcance efectivo es de 50 m. Los casquillos vacíos se quedan dentro de las recámaras del tambor, evitando el sonido que produciría su eyección. El cartucho contiene un pistón interno cuya cabeza se apoya en la carga propulsora y su émbolo se apoya contra la base de la bala. Al disparar, el pistón transmite un impulso suficiente para lanzar la bala desde el cañón. Inmediatamente después el pistón sella el cuello del casquillo, evitando que el ruido, el humo y el fogonazo salgan por el cañón. Como el cartucho no tiene pestaña, el tambor es recargado con ayuda de peines circulares. El OTs-38 Stechkin puede llamarse silencioso, ya que el nivel de ruido que produce al disparar es idéntico con el de apretar su gatillo sin estar cargado.
El OTs-38 Stechkin posee varias características inusuales. El cañón está montado debajo del eje del tambor, éste pivota hacia la derecha y tiene un seguro manual.
El martillo puede quedar en posición amartillada con ayuda del seguro. Esto permite al usuario portar el revólver listo para disparar. El seguro elimina los disparos accidentales cuando el tambor está abierto, o a medio cerrar, así como cuando el revólver cae o es golpeado. Debido a la ubicación del cañón en la parte inferior del tambor, el retroceso es más recto contra la mano del tirador, ofreciendo una mejor precisión y cadencia de disparo. El OTs-38 Stechkin también tiene un puntero láser integrado opcional, que es alimentado por tres baterías D-0.03D.

## Usuarios
- Rusia
- Siria: Unidades especiales y la Policía.